# Stuart Nash

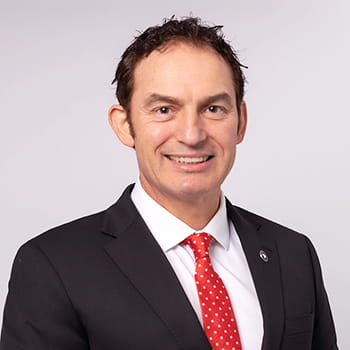
Stuart Nash (2020)

Stuart Alexander Nash, in der Öffentlichkeit als Stuart Nash bekannt, (* August 1967 in Napier, Hawke’s Bay, Neuseeland) ist ein neuseeländischer Jurist und Politiker der New Zealand Labour Party.

## Leben
Stuart Alexander Nash wurde 1967 in Napier geboren und ist ein Urenkel des früheren Premierministers Walter Nash (1882–1968), der kurz vor Stuarts erstem Geburtstag verstarb. Nashs Vater war Rechtsanwalt und seine Mutter Krankenschwester im Bereich der Schulzahnpflege.
Nash besuchte die Boys’ High School in Napier. Anschließend studierte er Geschichte an der Victoria University of Wellington und beendete sein Studium dort mit einem Bachelor of Arts in History. Nachfolgend schloss er noch weitere Studien an der University of Canterbury an, an der er ein Postgraduierten-Diplom in Forstwirtschaft, einen Master in Forstwissenschaft, ein Postgraduierten-Diplom in Business Management und einen Master of Laws erwarb.

## Berufliche Tätigkeit
Bevor Nash in die Politik ging, arbeitete er in leitenden Positionen von kleinen und großen Organisationen sowohl im privaten als auch im öffentlichen Sektor. Seine Tätigkeiten umfassten Funktionen in den Bereichen IT, Vertrieb und Marketing, Unternehmensstrategie, Ressourcenplanung, strategische Planung und allgemeines Management.

## Politische Karriere
Nachdem sich Nash dann für die Politik entschieden hatte, arbeitete er zunächst als Sekretär der Partei in Epsom, einem Stadtteil von Auckland, den der Autor eines Artikels im stuff.co.nz ironischerweise als „Brutstätte des Sozialismus“ bezeichnet hatte. Im Jahr 2008 ging Nash auf Drängen von Helen Clark, seinerzeit noch Premierministerin des Landes, zurück nach Napier, um dort zunächst über einen Listenplatz der Partei und, nachdem dies für ihn nicht erfolgreich war, im Jahr 2011 über den Wahlkreis Napier einen Sitz im New Zealand Parliament zu gewinnen. Er unterlag, arbeitete für eine kurze Zeit als Stabschef für den Abgeordneten David Shearer im Parlament, kehrte aber wieder zurück nach Napier, um sich um seinen Wahlkreis zu kümmern.
Zur General Election des Jahres 2014 war sein Engagement erfolgreich und Nash zog erstmals als Abgeordneter ins Parlament ein.

### Ministerämter in der Regierung Ardern
Als Labour unter der Führung von Jacinda Ardern die Parlamentswahl 2017 gewann, holte sie Nash für folgende Ministerposten ins 1. Kabinett ihrer Regierung:
| Minister                    | vom              | bis              |
| --------------------------- | ---------------- | ---------------- |
| Minister of Fisheries       | 26. Oktober 2017 | 6. November 2020 |
| Minister of Police          | 26. Oktober 2017 | 6. November 2020 |
| Minister of Revenue         | 26. Oktober 2017 | 6. November 2020 |
| Minister for Small Business | 26. Oktober 2017 | 6. November 2020 |

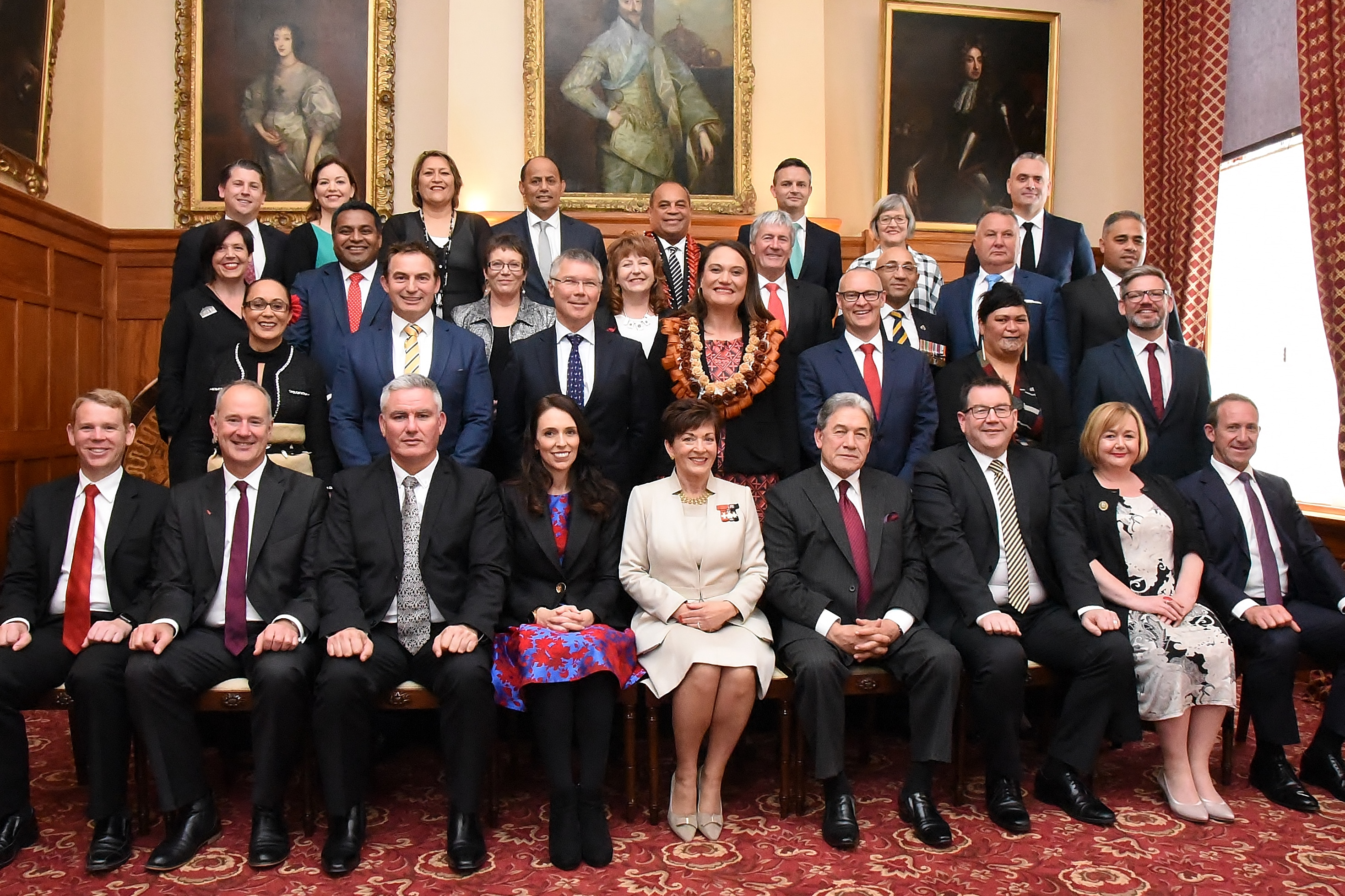
Stuart Nash (2017)
2. von links in der zweiten Reihe

Nach der Wiederwahl von Labour im November 2020 bildete Ardern ihre Regierung um. Nash wurde Mitglied des 2. Kabinett und wurde mit folgenden Ministerposten betraut:

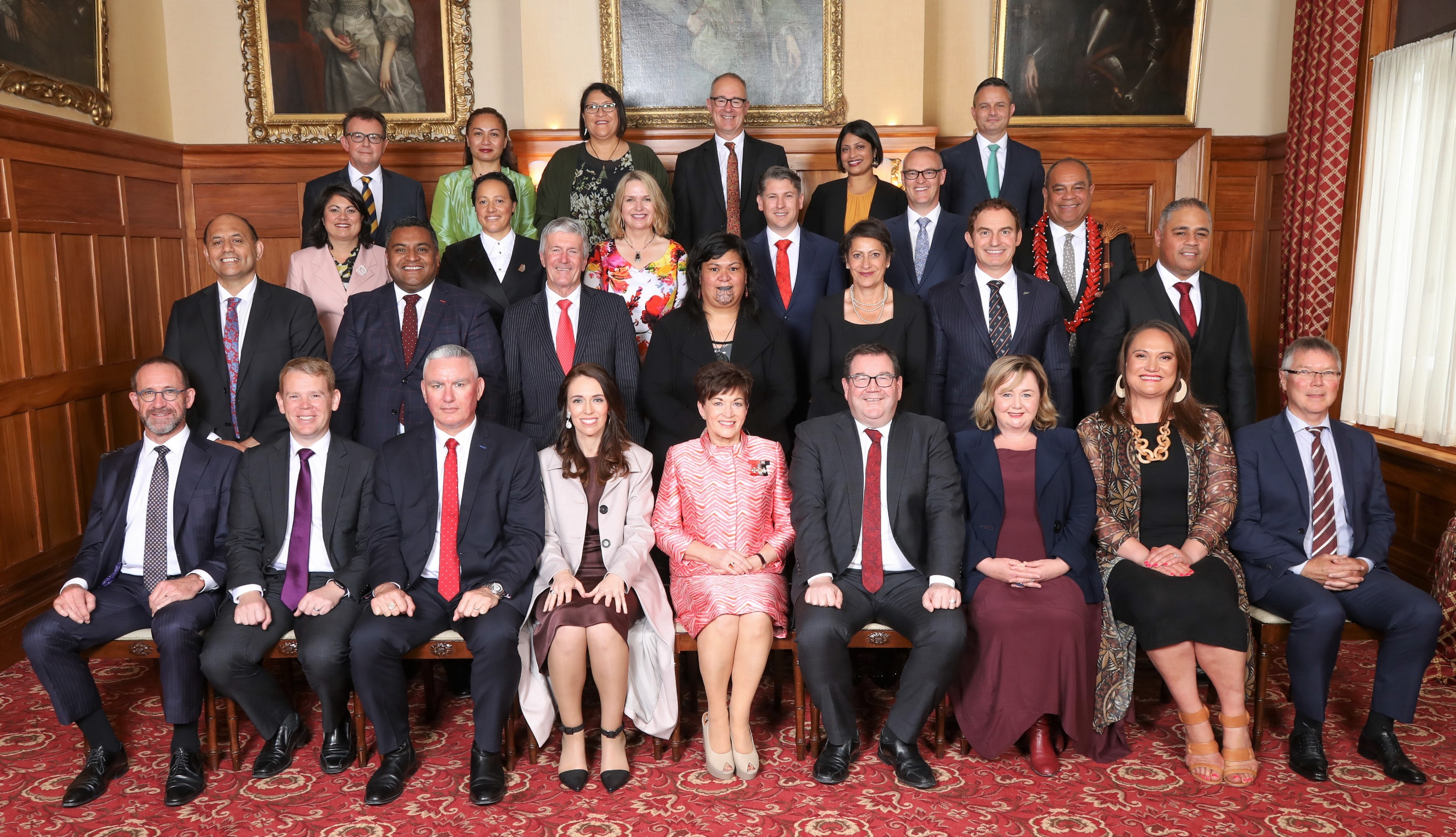
Stuart Nash (2020)
2. von rechts in der zweiten Reihe

| Minister                                       | vom              | bis             |
| ---------------------------------------------- | ---------------- | --------------- |
| Minister for Economic and Regional Development | 6. November 2020 | 25. Januar 2023 |
| Minister of Forestry                           | 6. November 2020 | 25. Januar 2023 |
| Minister for Small Business                    | 6. November 2020 | 25. Januar 2023 |
| Minister of Tourism                            | 6. November 2020 | 25. Januar 2023 |

### Ministerämter in der Regierung Hipkins
Mit dem Rücktritt von Jacinda Ardern als Premierministerin in der laufenden Legislaturperiode und der Übernahme des Amtes durch ihren Parteikollegen Chris Hipkins am 25. Januar 2023, blieben alle bisherigen Ministerämter von Nash unverändert.
| Minister                                       | vom             | bis             |
| ---------------------------------------------- | --------------- | --------------- |
| Acting Minister of Police                      | 25. Januar 2023 | 1. Februar 2023 |
| Minister for Economic and Regional Development | 25. Januar 2023 | 1. Februar 2023 |
| Minister for Small Business                    | 25. Januar 2023 | 1. Februar 2023 |
| Minister of Tourism                            | 25. Januar 2023 | 1. Februar 2023 |
| Minister of Forestry                           | 25. Januar 2023 | 28. März 2023   |
| Minister of Police                             | 1. Februar 2023 | 15. März 2023   |
| Minister for Economic Development              | 1. Februar 2023 | 28. März 2023   |
| Minister for Ocean and Fisheries               | 1. Februar 2023 | 28. März 2023   |

Quellen: Department of the Prime Minister and Cabinet New Zealand Parliament
Wegen einiger Fehlverhalten musste Nash die Regierung unter Chris Hipkins vorzeitig verlassen. Zu der Parlamentswahl im Jahr 2023 trat Nash nicht mehr für seine Partei an.

## Familie
Stuart Nash ist mit seiner Frau Sarah verheiratet und hat vier Kinder.